# Bistum Coari
Das Bistum Coari (lateinisch Dioecesis Coaritana, portugiesisch Diocese de Coari) ist eine in Brasilien gelegene römisch-katholische Diözese mit Sitz in Coari im Bundesstaat Amazonas.

## Geschichte
Die Territorialprälatur Coari (lat.: Territorialis Praelatura Coaritana) wurde am 13. Juli 1963 durch Papst Paul VI. mit der Apostolischen Konstitution Ad Christi aus Gebietsabtretungen des Erzbistums Manaus errichtet und diesem als Suffragan unterstellt.
Am 9. Oktober 2013 erhob Papst Franziskus die Territorialprälatur zum Bistum. Der bisherige Prälat Marek Marian Piątek CSsR wurde erster Diözesanbischof.

## Ordinarien von Coari
- Mário Roberto Emmett Anglim CSsR, 1964–1973
- Gutemberg Freire Régis CSsR, 1974–2007
- Joércio Gonçalves Pereira CSsR, 2007–2009
- Marek Marian Piątek CSsR, seit 2011